# God’s Golden Acre
God’s Golden Acre (GGA, deutsch „Gottes goldener Acker“) war ein Kinderhilfsprojekt in einem südafrikanischen Kinderdorf in Cato Ridge, am Rande der Metropolgemeinde eThekwini, Provinz KwaZulu-Natal.
Heather Reynolds gründete die Organisation 1994. Missbrauch, Gewalt, AIDS oder der Verlust der Eltern sind die häufigsten Gründe, warum Kinder verschiedenster Altersgruppen von „God’s Golden Acre“ aufgenommen werden. Die Region des „Valley of a 1000 hills“ war gezeichnet durch die immer noch spürbaren Auswirkungen der Apartheid, sehr hohe Arbeitslosigkeit und leidet in besonders starkem Maße unter AIDS.
Zentral war zum einen „Khayelihle“ (deutsch: „schönes neues Zuhause“) für knapp 70 Kinder geworden, zum anderen entwickelte es ein „Outreach Project“, durch das weitere 4000 bis 5000 Kinder in der Region erreicht werden. GGA sorgt für diese Kinder in den Valleys eine Grundversorgung an Nahrungsmitteln, fördert ihre Bildung und hat sowohl eine Musikakademie als auch eine Fußballliga ins Leben gerufen. Diese Projekte schützen durch ihre Unterstützung und Aufklärung vor Vergewaltigung, Kriminalität, Gewalt sowie AIDS und helfen, traumatische Erlebnisse aus der Vergangenheit zu bewältigen.
God’s Golden Acre initiierte und unterstützte bisher auch andere Projekte.